# 마르스 4호
마르스 4호는 소련의 화성 탐사선으로 마르스 계획에 따라 4번째로 발사된 화성 탐사선이다. 1973년 7월 21일 19:30:59 UTC에 발사하여 1974년 2월 10일에 화성에 도착하였으나, 도착하자마자 교신이 끊겨 실패로 끝나고 말았다.